# Bosma-Syndrom
Das Bosma-Syndrom ist eine sehr seltene angeborene Erkrankung mit einer Kombination von Arrhinie, Choanalatresie und Mikrophthalmie.
Synonyme sind:  Arrhinie-Choanalatresie-Mikrophthalmie; Gifford-Bosma-Syndrom; englisch BOSMA Arhinia Microphthalmia Syndrome; BAMS; Bosma Henkin Christiansen syndrome; Congenital absence of nose and anterior nasopharynx; Ruprecht Majewski syndrome; Arhinia, choanal atresia, microphthalmia, and hypogonadotropic hypogonadism; BAM syndrome
Die Erstbeschreibung stammt aus dem Jahre 1972 durch den Chirurgen George Gifford und Mitarbeiter.
Die Namensbezeichnungen beziehen sich auf eine Publikation aus dem Jahre 1981 durch J. F. Bosma, R. I. Henkin, R. L. Christiansen und J. R. Herdt sowie durch Klaus W. Ruprecht und Frank Majewski 1978.

## Verbreitung
Die Häufigkeit wird mit unter 1 zu 1.000.000 angegeben, die Vererbung erfolgt autosomal-dominant.

## Ursache
Der Erkrankung liegen Mutationen im SMCHD1-Gen auf Chromosom 18 Genort p11.32 zugrunde, welches für ein Protein der SMC-Familie (Structural Maintenance of Chromosomes) kodiert.
Mutationen dieses Gens sind auch bei der Fazioskapulohumeralen Muskeldystrophie Typ 2 beteiligt.

## Klinische Erscheinungen
Klinische Kriterien sind:
- Arrhinie (vollständiges oder unvollständiges Fehlen der Nase)
- Choanalatresie
- Mikrophthalmie bis Anophthalmie
- Gaumenspalte oder Gaumenhochstand

## Diagnose
Die Diagnose ergibt sich aus den klinischen Befunden.

## Therapie
Die Behandlung richtet sich nach den jeweiligen Fehlbildungen.